# 鎖眼湖
78°8′S 163°41′E / 78.133°S 163.683°E
鎖眼湖（Lake Keyhole），是南極洲的湖泊，位於維多利亞地的斯科特海岸，由威靈頓維多利亞大學的探險隊命名，現時由南極條約體系管理。